# Hydrocolus rubyae
Hydrocolus rubyae là một loài bọ cánh cứng trong họ Bọ nước. Loài này được Larson miêu tả khoa học năm 1975.